# Elacomia joanivivesi
Elacomia joanivivesi là một loài bọ cánh cứng trong họ Cerambycidae.